# Hylobius

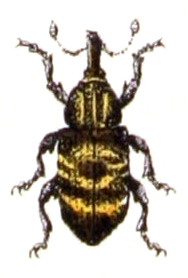
Hylobius abietis

Hylobius es un género de gorgojos (familia Curculionidae). Algunas especies son plagas serias de árboles coníferos.

## Especies
- Hylobius abietis Linnaeus, 1758
- Hylobius albosparsus Boheman
- Hylobius aliradicis Warner, 1966
- Hylobius alpheus Reiche, 1857
- Hylobius congener Dalla Torre et al., 1943
- Hylobius excavatus Laicharting, 1781
- Hylobius graecus Pic, 1902
- Hylobius huguenini Reitter, 1891
- Hylobius pales Herbst, 1797
- Hylobius piceus (DeGeer)
- Hylobius pinastri Gyllenhaal, 1813
- Hylobius pinicola Couper, 1864
- Hylobius radicis Buchanan, 1935
- Hylobius rhizophagus Benjamin & Walker, 1963
- Hylobius transversovittatus Goeze, 1777
- Hylobius warreni Wood, 1957